# Hilde Sherman

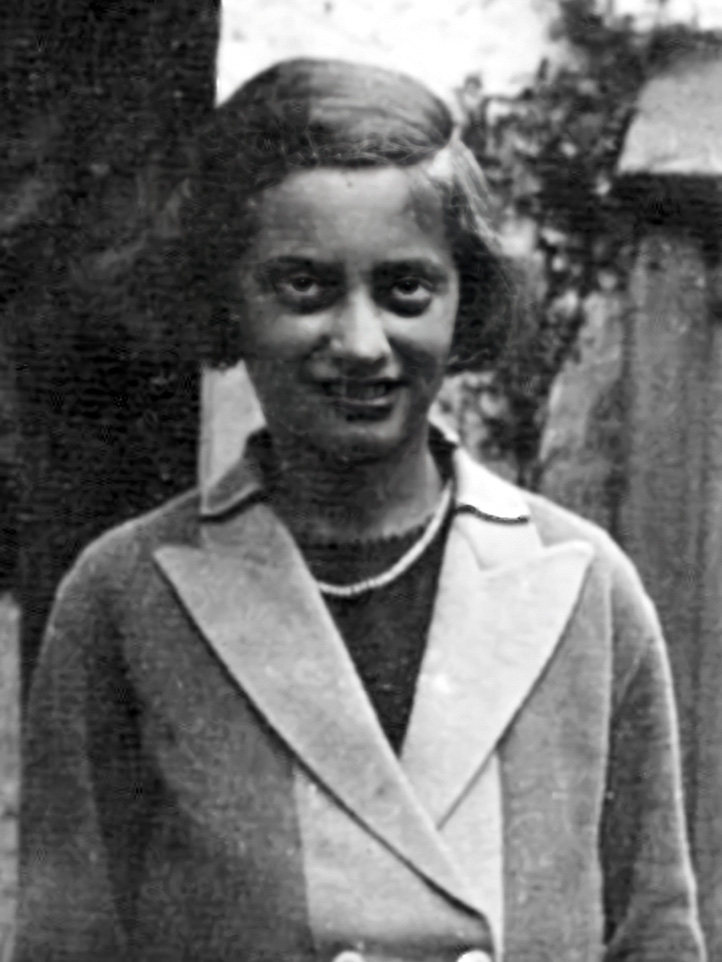
Hilde Sherman, ca. 1936

Hilde Sherman, geborene Zander (* 22. März 1923 in Wanlo; † 11. März 2011 in Jerusalem) war eine deutsch-kolumbianische Jüdin, die nach der Deportation in das Ghetto Riga als einziges Mitglied ihrer Familie den Holocaust überlebte. 1945 emigrierte sie nach Kolumbien.

## Leben
Hilde Zander war die Tochter von Albert Zander (* 10. Juli 1894) und Paula Wiesenfelder (* 7. Oktober 1891), sie wurde 1923 in Wanlo im Haus ihrer Großeltern Joseph Zander (1866–1930) und Henriette Kahn (* 17. September 1864, † 2. April 1943 in Theresienstadt) geboren. Später zogen die Eltern mit ihrer Tochter Hilde in das benachbarte Wickrathberg, heute ein Stadtteil von Mönchengladbach. Ihre Geschwister waren Herbert (* 18. Oktober 1924) und Ruth (* 8. Mai 1927). Am 6. Dezember 1941 heiratete sie Kurt Winter aus Korschenbroich.
Im Dezember 1941 meldete sich Hilde Zander freiwillig zum Transport, um damit der Trennung von ihrem Verlobten bzw. Ehemann zu entgehen. Das Ehepaar wurde wenige Tage nach der Eheschließung, am 10. Dezember 1941, vom Schlacht- und Viehhof Düsseldorf im Düsseldorfer Stadtteil Derendorf in einem Eisenbahntransport nach Lettland in das Ghetto Riga deportiert. Die mehrtägige Fahrt wurde von dem Schutzpolizei-Hauptmann Paul Salitter begleitet, dessen Bericht erhalten ist.
Im Ghetto von Riga lebte Hilde Zander, bis sie im Oktober 1944 mit anderen Häftlingen mit einem Schiff nach Libau und von dort am 19. Februar 1945 nach Hamburg deportiert wurde. Hier wurde die Gruppe in das Konzentrationslager Fuhlsbüttel, das sich im Gefängnis Fuhlsbüttel befand, überführt. Am 14. April wurden die Häftlinge von der SS auf einen Todesmarsch nach Kiel getrieben, wo sie am 17. April im Arbeitserziehungslager Nordmark in Kiel-Hassee ankamen. Am 1. Mai 1945 gehörte Hilde Sherman zu einer Gruppe, die von Dänen mit Fahrzeugen, die das Rot-Kreuz Zeichen aufwiesen, aus dem Lager geholt und nach Kopenhagen gebracht wurde. Es war die von dem schwedischen Grafen Folke Bernadotte durchgeführte Rettungsaktion der Weißen Busse. Die deutschen Juden wurden während der Aktion als polnische Zwangsarbeiter bezeichnet. Mit dem Schiff Gripsholm wurden die befreiten KZ-Häftlinge nach Malmö in Schweden gebracht.
Hilde Zander überlebte als Einzige ihrer Familie den Holocaust. Ihre Eltern und beiden Geschwister wurden am 22. April 1942 von Düsseldorf in das Ghetto Izbica deportiert, vermutlich sind sie in den Vernichtungslagern Belzec oder Sobibor ermordet worden. Ihr Mann wurde am 22. Dezember 1941 aus dem Rigaer Ghetto in das nahe Lager Salaspils verschleppt, wo er am 27. April starb.
Sie emigrierte am 27. November 1945 nach Cali in Kolumbien, da hier schon einige Verwandte lebten. Im Ghetto von Riga hatte sie den lettischen Juden Willy Sherman kennengelernt. Er hatte gleichfalls überlebt. Nach dem Krieg lebte er zunächst in München, später in Paris. Nach Jahren gelang ihm die Einreise nach Kolumbien, wo er Hilde in Cali heiratete. Später zog die Familie nach Bogotá. Das Ehepaar bekam zwei Töchter. 1995 zog das Ehepaar nach Israel.
In den 1970er Jahren kam Hilde Sherman zweimal nach Deutschland, um in Hamburg als Zeugin in Strafprozessen auszusagen. Bei dieser Gelegenheit besuchte sie auch Mönchengladbach. 1982 veröffentlichte sie ihr Buch in Kolumbien. Die deutsche Version Zwischen Tag und Dunkel. Mädchenjahre im Ghetto erschien 1984 im Ullstein Verlag. Angeregt durch das Buch nahmen Bürger aus Mönchengladbach Kontakt mit Hilde Sherman auf, so auch Helga Stöver. Zwischen beiden Frauen entstand eine tiefe Freundschaft. Am 4. September 2009 wurden vor dem ehemaligen Wohnhaus der Familie in Wickrathberg, Berger Dorfstraße 27, vier Stolpersteine für ihre Eltern und Geschwister verlegt.

## Ehrungen
Am 25. Januar 2025 benannte die Stadt Mönchengladbach einen Teil der Blücherstraße in Hilde-Sherman-Zander-Straße um.

## Schriften
- Entre luz y tinieblas, Cali 1982, ISBN 958-95137-1-9
  - Zwischen Tag und Dunkel, Mädchenjahre im Ghetto, Frankfurt am Main 1984, ISBN 3-548-20386-8

## Veröffentlichungen
- Dietlind Kautzky: "Es ist herrlich zu leben. Jeder Tag ist ein Geschenk" Hilde Sherman (1923–2011), in Dietlind Kautzky, Thomas Käpernick (Hrsg.): "Mein Schicksal ist nur eins von Abertausenden" Der Todesmarsch von Hamburg nach Kiel 1945 – Neun Biografien, VSA:Verlag, Hamburg 2020, ISBN 978-3-96488-064-2

## Filme
- Yad Vashem Interview Filme mit Hilde Sherman
- Hilde Sherman Zander erzählt über ihr Leben nach 1945
- Hilde Sherman Zander version larga, Entrevista de hilde sherman para la noticia del dia filmado el 7 de mayo de 1995
- Hilde Sherman Zander en la noticia del dia 7 de mayo1995
- Hilde Sherman Zander in dem WDR-Film Arisierung in Mönchengladbach von Rainer Ostendorf